# Разделяй и владей
Вижте пояснителната страница за други значения на Разделяй и владей.
Разделяй и владей (на латински: divide et impera) е принцип в държавната власт, към който често прибягват правителствата на държави, състоящи се от разнородни части, и съгласно който най-добрият метод за управление на такава държава е разпалване и използване на враждата между отделните групи.
В по-широк смисъл това е тактика (често скрита) на създаване, усилване и използване на противоречия, различия или разногласия между две или повече страни за контрол над тях. Често се използва от по-слабото малцинство за управление на мнозинството.

## Източник
Като правило тази фраза се смята за максима (афоризъм) на римския сенат (без да се посочва източник). Обаче в корпуса с латински текстове от класическия период тя отсъства, което определено изключва възможността за нейния античен произход (възможно е такава атрибуция да води до „Римска история“ на Шарл Ролен (VII, 25)). Съществува устойчива традиция (особено във Франция) фразата да се приписва (често във формата divide ut regnes) на Луи XI (например, при Мериме или Дюма в Тримата мускетари) или на Екатерина Медичи. Често като неин автор е сочен и Макиавели – и действително, подобна формулировка се среща при него, но на италиански: che tu hai in governo, divise („това, което управляваш, го разделяй“ – „Разсъждения за първата декада на Тит Ливий“, III, XXVII, но без позоваване на нечий авторитет). Латинската формула все още не е открита в по-ранно съчинение от сатирата на Траяно Бокалини „Известия от Парнас“ (1612). Във формата separa et impera се среща в писмото на Френсис Бейкън до Джеймс I от 15 февруари 1615 г. На английски език (divide and rule) за пръв път се среща при Джоузеф Хол в Meditations and Vowes (1605).

## Начини на прилагане
В политиката и социологията „разделяй и владей“ е стратегия за получаване и поддържане на властта чрез разделяне на голяма концентрация на властта на групи, които индивидуално имат по-малко власт. Най-често малките групи във властта са възпрепятствани да се обединяват и да стават по-мощни, тъй като обикновено е по-трудно да се разбият вече съществуващите структури на властта. Ефективното използване на тази техника позволява на неголеми сили да управляват тези, които заедно имат по-голяма власт (или биха имали по-голяма власт, ако биха могли да се обединят).
Такава техника изисква голямо количество навик и политическо изящество, а също така и добро разбиране на политическата наука, история и психология. „Разделяй и владей“ действа, само ако обектите на тази техника са съгласни с нея (например, защото това води до тяхно лично преимущество). Всичко това работи най-добре в общества, където е съществувало жестоко съперничество между благородни семейства, кланове или социални класи, преди повелителят да стъпи във владение.

## Типични елементи от техниката на прилагане
- създаване или, най-малкото, непредотвратяване на дребни вражди сред по-малки играчи. Такава вражда изтощава ресурсите и предотвратява съюзи, които биха могли да предизвикат властващите;
- помощ за тези, които желаят да сътрудничат с властващите, често за сметка на непокорни местни властници;
- създаване на недоверие и вражда между местните управляващи;
- одобряване на разходи за излишества (например, грандиозни дворци), с цел да остават недостатъчно средства за политическо маневриране и войни.

## Примери в историята
Един от първите, който е приложил на практика тази политика, е Гай Юлий Цезар, стараейки се да противопоставя едно на друго отделните германски племена. Той наема водачите на едни от тях на служба и им дава привилегии, а същевременно пренебрегва други. В частност, на Ариовист, глава на свевско-гарудския съюз, Сенатът присъжда титлата (59 г. пр. н. е.) „управител и приятел“. Година по-късно, когато племенният алианс започва да граби галите (секваните), Цезар разгромява бившия си съюзник, изблъсквайки неговите дружини зад Рейн.
Стратегията с голям ефект се е използвала от владетелите на обширни империи, включително Британската и Римската, които заставяли едно племе да враждува с друго, за да може да се поддържа контролът над техните територии, като се използват минимални сили. Прилагането на принципа Разделяй и владей е играло много важна роля, когато Индия е била част от Британската империя. Британците са използвали тази стратегия, за да получат контрол над голямата територия на Индия, покорявайки нейните хора, разделени по религия, език, касти и т.н., и установили контрол над малките държави в Индия на части. Така са постъпвали и испанците при покоряването на Америка, когато шепа конкистадори с помощта на съюзни индиански племена покоряват империята на ацтеките. Аналогична политика провежда и Третият Райх в окупираните територии от Източна Европа (особено на териториите на СССР и Югославия).